# Luré
Luré – miejscowość i gmina we Francji, w regionie Owernia-Rodan-Alpy, w departamencie Loara.
Według danych na rok 1990 gminę zamieszkiwały 154 osoby, a gęstość zaludnienia wynosiła 25 osób/km² (wśród 2880 gmin regionu Rodan-Alpy Luré plasuje się na 1468. miejscu pod względem liczby ludności, natomiast pod względem powierzchni na miejscu 1422.).